# Pseudosciara boracensis
Pseudosciara boracensis är en tvåvingeart som beskrevs av Lane 1959. Pseudosciara boracensis ingår i släktet Pseudosciara och familjen sorgmyggor. Inga underarter finns listade i Catalogue of Life.